# Grenade
„Grenade“ je píseň americké popového zpěváka Bruno Marse. Píseň pochází z jeho debutového studiového alba Doo-Wops & Hooligans. Produkce se ujal producent The Smeezingtons.

## Hitparáda
| Země        | Umístění |
| ----------- | -------- |
| Austrálie   | 1        |
| Kanada      | 2        |
| Nový Zéland | 1        |
| USA         | 1        |
| Česko       | 10       |

| "Firework" od Katy Perry "Firework" od Katy Perry "Hold It Against Me" od Britney Spears | USA #1 hity 8. ledna ~ 16. ledna 2011 22. ledna ~ 26. ledna 2011 5. února ~ 11. února 2011 | "Firework" od Katy Perry "Hold It Against Me" od Britney Spears "Black and Yellow" od Wiz Khalifa |